# Article 74-1 de la Constitution de la Cinquième République française
Article 74 Article 75
L'article 74-1 de la Constitution française prévoit une procédure, plus légère que la procédure législative ordinaire, qui permet d'adapter dans les collectivités situées outre-mer les lois applicables en France métropolitaine.
Cet article, créé par la réforme constitutionnelle du 28 mars 2003, crée un nouveau type d'ordonnances qui s'ajoute à celles de l'article 38.

## Texte de l'article
« Dans les collectivités d'outre-mer visées à l'article 74 et en Nouvelle-Calédonie, le Gouvernement peut, par ordonnances, dans les matières qui demeurent de la compétence de l'État, étendre, avec les adaptations nécessaires, les dispositions de nature législative en vigueur en métropole ou adapter les dispositions de nature législative en vigueur à l'organisation particulière de la collectivité concernée, sous réserve que la loi n'ait pas expressément exclu, pour les dispositions en cause, le recours à cette procédure. .

Les ordonnances sont prises en conseil des ministres après avis des assemblées délibérantes intéressées et du Conseil d'État. Elles entrent en vigueur dès leur publication. Elles deviennent caduques en l'absence de ratification par le Parlement dans le délai de dix-huit mois suivant cette publication. »
— Article 74-1 de la Constitution